# Urmas Kirs
Urmas Kirs   (Viljandi, 5 de novembre de 1966) és un exfutbolista estonià de la dècada de 1990.
Fou 80 cops internacional amb la selecció d'Estònia.
Pel que fa a clubs, defensà els colors de Flora.
Trajectòria com a entrenador:
- 2009: Flora II
- 2010–2012: Estònia sub-18
- 2013–2016: Estònia sub-21
- 2014: Visadus
- 2015–2016: Viimsi
- 2016–2017: Tarvas
- 2016–2017: Estònia sub-21